# 中國香港滑雪總會
中國香港滑雪總會是專門管轄香港滑雪運動事務的組織。該組織成立於2003年。現時，中國香港滑雪總會是國際滑雪總會和亞洲滑雪總會的成員。此外，由於香港是鮮有降雪，故組織旗下並沒有本土賽事，而是帶隊出席如全國冬季運動會等賽事。

## 資料來源
1. ↑  港協暨奧委會. . 港協暨奧委會.   [8-2-2016]. （原始内容存档于2012-09-29）.
2. ↑  .   [2014-01-20]. （原始内容存档于2015-02-12）.

- 香港滑雪总会主席余国贤：在亚热地区推广滑雪

## 外部連結
- 官方网站 （页面存档备份，存于）